# Apple T2
Der Apple T2 (Interne Bezeichnung T8012) ist ein System-on-a-Chip (SoC), der Sicherheits- und Steuerungsfunktionen auf Intel-basierten Macs bereitstellt. Er ist der Nachfolger des Apple T1. Er verfügt über einen eigenen Arbeitsspeicher und ist im Wesentlichen ein spezielles eingebettetes System, das parallel zum Hauptcomputer läuft und auf Anfragen des Benutzers reagiert.

## Design
Der Hauptanwendungsprozessor des Apple T2 ist eine Variante des Apple A10, der ein ARMv8.1-A-Prozessor ist. Er wird von TSMC in einem 16 nm-Prozess hergestellt, genauso wie der A10. Die Analyse des Chips zeigt ein nahezu identisches CPU-Makro wie beim A10, das ein Vier-Kern-Design für den Hauptanwendungsprozessor aufweist, mit zwei großen Hochleistungskernen, „Hurricane“, und zwei kleineren Effizienzkernen, „Zephyr“. Die Analyse zeigt auch die gleiche Anzahl von RAM-Controllern, aber eine deutlich reduzierte GPU-Ausstattung: drei Blöcke, nur ein Viertel der Größe im Vergleich zum A10.
Die Die-Größe beträgt 104 mm2, also ca. 80 % der Die-Größe des A10.
Er dient als Koprozessor für das Intel-basierte Hostsystem und bietet diesem Zugriff auf verschiedene Funktionen. Der Chip ist auch dann aktiv, wenn sich das Hauptsystem im Energiesparmodus befindet. Der Hauptanwendungsprozessor führt ein eigenes Betriebssystem namens bridgeOS aus.
Als sekundärer Prozessor kommt ein ARMv7-A-basierter CPU namens Secure Enclave Processor (SEP) zum Einsatz, dessen Aufgabe die Generierung und Speicherung von kryptographischen Schlüsseln ist. Er führt wiederum ein Betriebssystem namens sepOS aus, das auf einem L4 Mikrokernel basiert.
Der T2-Chip ist als Package-on-Package (PoP) zusammen mit eigenem LP-DDR4 RAM aufgebaut, wobei Macs mit 1 TB SSD-Speicher oder mehr über 2 GB verfügen; Macs mit weniger Speicher erhalten lediglich 1 GB.
Das Betriebssystem bridgeOS wird in einem speziellen Bereich der internen SSD des Macs gespeichert. Dieser Bereich ist unter macOS und Windows nicht sichtbar.
Der T2 kommuniziert mit dem Hostsystem über eine mittels USB angeschlossene Ethernet-Schnittstelle.

### Sicherheitsfunktionen
Es gibt mehrere Sicherheitsfunktionen, unter anderem:
- Der SEP wird genutzt, um u. a. die Schlüssel für Touch ID, FileVault, macOS Keychain, und Passwörter in der UEFI-Firmware zu speichern. Ebenfalls ist eine für das System eindeutige ID (UID) und Gruppen-ID (GID) gespeichert.[8][9][4]
- Eine AES-Krypto-Engine, die AES-256 und einen Hardware-Zufallszahlengenerator implementiert.[4]
- Ein Public Key Accelerator wird zur Durchführung asymmetrischer Kryptografieoperationen wie RSA und Elliptische-Kurven-Kryptografie verwendet.[4]
- Ein Speichercontroller für das Solid-State-Laufwerk des Computers, der es ermöglicht, dass Lese- und Schreibzugriffe auf das Laufwerk in Echtzeit Ver- und Entschlüsselt werden können.[3][9][10]

Der T2 ist ein wichtiger Bestandteil des Bootvorgangs und vom Update-Prozess des Betriebssystems und verhindert, dass unsignierte Komponenten in das System eingreifen.

### Andere Funktionen
Neben den obigen Sicherheitsfunktionen sind auch noch weitere Funktionen vorhanden:
- Steuerungsfunktionen für Mikrofone, Kamera, Umgebungslichtsensoren und Touch ID.[8][9][10]
- Ein Koprozessor, der eine beschleunigte Bildverarbeitung und Qualitätsverbesserungen wie Farbe, Belichtungsausgleich und Fokus für die integrierte Kamera des iMac Pro ermöglicht.[8][10]
- Ein Videocodec, der die beschleunigte Codierung und Decodierung von H.264 and H.265 ermöglicht.[11]
- Ein Touchscreen-Controller, welcher für die Funktion der Touch Bar in MacBooks verantwortlich ist.[9]
- Spracherkennung für die „Hey Siri“-Funktion genutzt wird.[9]
- Überwachung und Steuerung des Systemzustandes.[10][7]
- Controller für die Lautsprecher.[8][10]

## Geschichte
Der Apple T2 wurde erstmals Ende 2017 mit dem iMac Pro ausgeliefert.
Am 12. Juli 2018 veröffentlichte Apple eine neue Variante des MacBook Pro, die den Apple T2 beinhaltete.
Am 7. November 2018 wurden neue Varianten des Mac Mini und MacBook Air mit dem Apple T2 veröffentlicht.
Am 4. August 2020 wurde ein neuer iMac mit dem Apple T2 angekündigt.
Die Funktionalität des T2-Chips ist in den M-Prozessoren bereits enthalten, sodass ein separater Chip dort nicht mehr erforderlich ist. Schließlich wurde der Apple T2 im Juni 2023 eingestellt, als die Umstellung von Intel-Prozessoren auf „Apple Silicon“ fertiggestellt wurde.

## Produkte mit verbautem Apple T2
- iMac Pro
- MacBook Pro (13", 2018, Vier Thunderbolt 3 Anschlüsse)
- MacBook Pro (15", 2018)
- Mac mini (2018)
- MacBook Air (2018)
- MacBook Pro (13", 2019)
- MacBook Pro (15", 2019)
- MacBook Air (2019)
- MacBook Pro (16", 2019)
- Mac Pro (2019)
- MacBook Pro (13", Anfang 2020)
- MacBook Air (Anfang 2020)[17]
- iMac (27", 2020)